# Lasianthus biermannii
Lasianthus biermannii är en måreväxtart som beskrevs av George King och Joseph Dalton Hooker. Lasianthus biermannii ingår i släktet Lasianthus och familjen måreväxter.

## Underarter
Arten delas in i följande underarter:
- L. b. biermannii
- L. b. crassipedunculatus